# Antirasistisk Senter
Antirasistisk Senter, grundat 1978, är ett oberoende center som arbetar för att motverka rasism och diskriminering i Norge. Antirasistisk Senters vision är ett mångkulturellt och socialt rättvist samhälle. Centret ger ut tidskriften SAMORA Magasin. Centrets ungdomsorganisation heter Agenda X, grundad 1998.

## Historia
Antirasistisk Senter grundades 1978 av en grupp personer som då startade en redaktion. De kallade sig själva Immigrantenkollektivet och började 1979 ge ut tidskriften Immigranten (numera SAMORA Magasin). Anledningen till grundandet av Antirasistisk Senter och publiceringen av en antirasistisk tidskrift var en upplevd tilltagande rasism i samhället, något de traditionella medierna inte rapporterade om.
År 1982 startades Radio Immigranten (senare Tellus Radio), men sändningarna upphörde 1 januari 2008 på grund av ekonomiska svårigheter. Den upplevt ökade rasismen i samhället innebar att många kontaktade Immigrantenkollektivet för information och för att engagera sig i det antirasistiska arbetet vilket gjorde att organisationen växte.
Antirasistisk Senter är den största och äldsta antirasistiska organisationen i Norge som arbetar på såväl individuell nivå som samhällsnivå.

## Verksamhet
Antirasistisk Senter arbetar med att identifiera, dokumentera och motarbeta rasism och rasistiska föreställningar genom bildning, information, kampanjer och debatt. Centret försöker organisera minoritetsgrupper i projekt och arbetet mot rasistisk diskriminering, för ökad jämlikhet i samhällslivet genom att stärka banden mellan majoritetsbefolkningen och minoritetsbefolkningen.

## Organisation
Antirasistisk Senter består av tre avdelningar: ungdomsavdelningen Agenda X, arbetsmarknadsprojektet Jobb X och rådgivning genom sitt rådgivningskontor. I sin närtid hade organisationen även friluftsverksamheten Wild X. Verksamheterna inom centret samordnas genom den dess ledningsgrupp.

### Ledningen
Ledningen för Antirasistisk Senter administrerar hela centrets verksamhet. Ledningen tar fram strategidokument, genomför dokumentation och informationsarbete, föreläser och tar fram information till bland annat myndigheter och skolor. Inom ledningen hålls kontakt med andra organisationer, myndigheter på lokal, nationell och internationell nivå. 

### SAMORA Magasin
SAMORA Magasin kallar sig själv för nordens första mångkulturella tidskrift. Innan tidskriften fick dagens namn hette den Immigranten. Namnet byttes 1985 till SOS Magasin, för att 1986 få namnet SAMORA Magasin. Tidskriftens redaktör är Khalid Salimi.

### Agenda X
Agenda X är Antirasistisk Senters ungdomsavdelning grundad 1998. Avdelningen fungerar som ett resurscenter för mångkulturell ungdom, som arbetar för ungdomars inflytande över sina egna liv. Inom avdelningen är det ungdomarna som planerar och bestämmer aktiviteterna, såsom sommarläger, revyer, skriv- och författarverksatd och studioverksamhet.
Inom Agenda X finns bland annat tjej- och killgrupper.

### Jobb X
Jobb X är en verksamhet startad 2005 som anordnar jobbsökarkurser. Jobbsökarkurserna är till för den mångkulturella ungdomen mellan 16 och 26 år. På Jobb X-kurser lär sig deltagarna söka lediga jobb, skriva CV och träna på intervjusituationer. Deltagare på kurserna varierar från outbildade ungdomar till ingenjörsutbildade. Jobb X har ett samarbete med Oslo kommun.

### Rådgivningskontoret
Rådgivningskontoret grundades 1985 och har sedan dess tagit emot samtal och ärenden från privatpersoner med minoritetsbakgrund som fått problem med diskriminering på grund av sin etniska bakgrund. Under 2010 inkom det 52 (30 män och 22 kvinnor) fall som behövde rådgivning och hjälp, samt 124 förfrågningar om information, såsom information rörande arbetsmarknadsrättigheter, visumsökande, validering av utländsk utbildning med mera. 

## Ordförande
- Khalid Salimi (1984-1998)
- Joh Ekollo (1998)
- S. Ananthakrishnan (1998-2000)
- Nadeem Butt (2000-2007)
- Mari K. Linløkken och Henrik Lunde (tillförordnad ordförande 2007)
- Kari Helene Partapuoli (2008- )